# Hannes Kästner
Pour les articles homonymes, voir Kästner.
Hannes Kästner, né le 27 octobre 1929 à Markkleeberg (Allemagne), mort le 14 juillet 1993 à Leipzig, est un organiste et claveciniste allemand.

## Carrière
Il fait ses études musicales à la Hoschule et la Thomasschule de Leipzig avec Günther Ramin. En 1951, il est organiste titulaire de l'église Saint-Thomas de Leipzig, ville où à partir de 1960, il enseigne l'orgue et le clavecin. Il mène une carrière de concertiste international puis en 1986, il quitte son poste à Saint-Thomas pour consacrer plus de temps à l'enseignement de l'orgue.

## Source
- Alain Paris, Dictionnaire des interprètes et de l'interprétation musicale au XXe siècle, Paris, R. Laffont, coll. « Bouquins », 1989, 3e éd., 1112 p. (ISBN 978-2-221-06660-7), p. 498.